# Petrivske, Borîspil
Petrivske (în ucraineană Петрівське) este un sat în comuna Vîșenkî din raionul Borîspil, regiunea Kiev, Ucraina.

## Demografie
Componența lingvistică a localității Petrivske
     Ucraineană (93,59%)
     Rusă (4,76%)
     Alte limbi (1,1%)
Conform recensământului din 2001, majoritatea populației localității Petrivske era vorbitoare de ucraineană (93,59%), existând în minoritate și vorbitori de rusă (4,76%).